# Uta Eser
Uta Eser (* 20. April 1964 in Eltville am Rhein) ist eine deutsche Biologin und Umweltethikerin.

## Leben
Uta Eser studierte in Tübingen Biochemie, Biologie, Soziologie und Philosophie. Anschließend promovierte sie am Internationalen Zentrum für Ethik in den Wissenschaften (IZEW) in Tübingen und verfasste ihre Dissertation über Werturteile im Naturschutz am Beispiel der Neophytenproblematik. Sie wechselte als Post-Doc an das Institut für Wissenschafts- und Technikforschung (IWT) der Universität Bielefeld und forschte bei Jim Griesemer, History and Philosophy of Biology Program an der UC Davis (USA).
In ihrer Forschung interessiert sie vor allem die Theorie und Ethik in der interdisziplinärer Umweltwissenschaft am Beispiel der Biodiversität. Zu diesem Thema und allgemein zu den Feldern Umweltethik und Umweltkommunikation forschte, lehrte und bildete Uta Eser an der "Koordinationsstelle Wirtschaft und Umwelt" der Hochschule für Wirtschaft und Umwelt Nürtingen-Geislingen (FH Nürtingen) bis 2015. Heute ist sie freiberuflich tätig.

## Engagement und Mitgliedschaften
Eser ist assoziiertes Mitglied im Internationalen Zentrum für Ethik in den Wissenschaften (IZEW) der Universität Tübingen, im Beirat der Fakultät Nachhaltigkeit der Leuphana Universität Lüneburg, in der Projektbegleitende Arbeitsgruppe der Naturbewusstseinsstudien von BfN & BMUB und im Projektbeirat von Naturkapital Deutschland (TEEB-DE).
Zum 10. Oktober 2024 wurde Uta Eser in den Deutschen Ethikrat berufen.

## Publikationen (Auswahl)
- U. Eser: Und sie zählen doch! Warum ethische Argumente für den Naturschutz unentbehrlich sind. Eine Replik auf Wolfgang Haber. In: Natur und Landschaft. Band 89, Nr. 7, 2013, S. 317–320.
- Kurt Jax u. a.: Ecosystem services and ethics. In: Ecological Economics. Band 93, 2013, S. 260–268, doi:10.1016/j.ecolecon.2013.06.008.
- Klugheit, Glück, Gerechtigkeit. Warum Ethik für konkrete Naturschutzarbeit wichtig ist. In: U. Eser, R. Wegener, H. Seyfang, A. Müller (Hrsg.): BfN-Skripten. Band 414, 2015.
  - U. Eser, A. Neureuther, H. Seyfang, A. Müller: Prudence, Justice and the Good Life. A typology of ethical reasoning in selected European national biodiversity strategies. Bundesamt für Naturschutz und IUCN, 2015.
- U. Eser: Naturerfahrung, -erleben und -beziehung aus naturschutzethischer Sicht. In: N. Jung, H. Molitor, A. Schilling (Hrsg.): Natur, Emotion, Bildung – vergessene Leidenschaft? Zum Spannungsfeld von Naturschutz und Umweltbildung/Eberswalder Beiträge zu Bildung und Nachhaltigkeit. Band 4, 2015, S. 33–52.